# Toshihiko Izutsu
Toshihiko Izutsu (井筒俊彦; 4 de mayo de 1914, en Tokio, Japón-1 de julio de 1993) fue profesor universitario y autor de muchos libros sobre Islam y otras religiones. Enseñó en el Instituto de estudios Culturales y Lingüísticos de la Universidad de Keiō en Tokio, en la Academia Imperial iraní de Filosofía en Teherán, y en la Universidad McGill en Montreal.

## Biografía
Nacido en una familia de un adinerado empresario japonés, desde edad temprana estuvo familiarizado en meditación zen y kōan, ya que su padre fue también calígrafo y practicante del budismo zen.
Ingresó en la facultad de economía de la Universidad de Keiō pero se trasladaría al departamento de literatura inglesa con el deseo de ser instruido por el profesor Junzaburō Nishiwaki. Llegaría a ser asistente de investigación en 1937, después de su graduación con B.A.

## Estudio del islam
En 1958 completaría la primera traducción directa del Corán del árabe al japonés. Su traducción es aún reconocida por su precisión lingüística y ampliamente utilizada para trabajos académicos. Fue extremadamente talentoso en el aprendizaje de lenguas extranjeras, y terminó la lectura del Corán un mes después de comenzar a aprender árabe.

## Obra
- Ethico-Religious Concepts in the Quran (1966 reeditado en 2002) ISBN 0-7735-2427-4
- Concept of Belief in Islamic Theology (1980) ISBN 0-8369-9261-X
- God and Man in the Koran (1980) ISBN 0-8369-9262-8
- Sufism and Taoism: A Comparative Study of Key Philosophical Concepts (1984) ISBN 0-520-05264-1
- Creation and the Timeless Order of Things: Essays in Islamic Mystical Philosophy (1994) ISBN 1-883991-04-8
- Toward a Philosophy of Zen Buddhism (2001) ISBN 1-57062-698-7
- Language and Magic. Studies in the Magical Function of Speech (1956) Keio Institute of Philological Studies